# جومانجی: مرحله بعدی
جومانجی: مرحله بعدی (به انگلیسی: Jumanji: The Next Level) یک فیلم به کارگردانی جیک کاسدان است که در سال ۲۰۱۹ منتشر شد. این فیلم دنباله فیلم جومانجی: به جنگل خوش آمدید است.
اکران جومانجی: مرحله بعدی از ۱۳ دسامبر در ایالات متحده شروع شد و موفق به فروشی ۷۹۶ میلیون دلاری در گیشه شد که آن را تبدیل به دهمین فیلم پرفروش سال ۲۰۱۹ می‌کند. فیلم با نظرات متوسط منتقدان همراه بود.

## داستان فیلم
داستان فیلم جومانجی: به جنگل خوش آمدید اینگونه تمام شد که چهار شخصیت اصلی فیلم بالاخره توانستند بازی ویدیویی جومانجی را نابود کنند تا دیگر کسی در دنیای جنگی آن گیر نیفتد. اما قطعاً این نمی‌تواند پایانی بر جومانجی باشد. بر اساس فیلم جومانجی: مرحله بعدی، مشاهده می‌کنیم که اسپنسر بازی جومانجی را تعمیر می‌کند اما ناپدید شده و دوستانش هم دوباره به بازی منتقل می‌شوند. البته اینبار بازی ایراداتی پیدا کرده و شخصیت‌های جدید، در نقش برخی از شخصیت‌های قدیمی ظاهر می‌شوند.

## بازیگران
| بازیگر        | نقش                   | توضیحات |
| ------------- | --------------------- | ------- |
| دواین جانسون  | دکتر اسمالدر بریوستون |         |
| جک بلک        | پروفسور شلدون اوبرون  |         |
| کوین هارت     | فرانکلین فینبار       |         |
| کارن گیلان    | روبی راندهاوس         |         |
| آکوافینا      | مینگ فلیتفوت          |         |
| نیک جوناس     | جفرسون مک دانف        |         |
| روری مک‌کین    | یورگن                 |         |
| دنی دویتو     | ادی گیلپین            |         |
| الکس وولف     | اسپنسر گیلپین         |         |
| سرداریوس بلین | آنتونی «فریج» جانسون  |         |
| مورگان ترنر   | مارتا کاپلی           |         |
| مدیسون آیسمن  | بتانی واکر            |         |
| دنی گلاور     | مایلو واکر            |         |
| کالین هنکس    | الکس وریک             |         |
| ریس داربی     | نایجل بیلینگسلی       |         |
| بی‌بی نیوورتس  | نورا شپرد             |         |